# Dipinti segreti
I Dipinti segreti è una serie di opere d'arte di Mel Ramsden (membro del collettivo di artisti concettuali Art & Language) realizzate tra il 1967 e il 1968. Queste opere di arte contemporanea sono composte di un dipinto monocromo con un pannello-testo.

## La serie deiDipinti Segreti
Questa serie di dipinti monocromi si differenzia dai monocromi solitamente prodotti nel campo delle arti plastiche dal blocco di testo che li accompagna. Questo testo menziona: "Il contenuto di questo dipinto non è visibile: il soggetto e la dimensione del contenuto devono essere mantenuti permanentemente segreti, noti solo all'artista (inglese: The content of this painting is invisible: the character and dimension of the content are to be kept permanently secret, known only to the artist.) ». È allo stesso tempo un riferimento alla storia della pittura monocroma e al Quadro nero di Malevich (1915), e una risposta data da Mel Ramsden ai dipinti di Ad Reinhardt (1913-1967), pittore e teorico americano, precursore dell'arte concettuale e dell'arte minimale.

## Analisi
Questi dipinti sollevano la questione dello statuto dell'oggetto artistico e del gioco che si stabilisce tra l'artista e il visitatore nella possibile rivelazione di un contenuto. Durante la mostra del 1969 The Black Box of Conceptual Art, Ann Stephen (Ph.D. e Capo Curatore, Museo d'Arte, Università di Sydney) dichiara: "Conosco da molto tempo Dipinti Segreti ma guardandomi alle spalle, mi resi improvvisamente conto che in effetti c'era un dipinto segreto; c'è un pannello sottostante con un dipinto segreto ".

## Mostre
- Arte Concettuale, Galleria Daniel Templon, Milano, 1971
- New York Art & Language, Galeria Schema, Firenze, 1974
- Early work 1965-1976, Recent work 1991-1994, Lisson Gallery, Londra, 1994
- Art & Language and Luhmann, Kunstraum Vienna, Vienna, 1995
- Art & Language, Kunsthalle San Gallo, San Gallo, 1996
- Then and Now, Lisson Gallery, Londra, 1998
- Materializing six years: Lucy R. Lippard and the emergence of conceptual art, Museo di Brooklyn, New York, 2013
- Art & Language Uncompleted - Philippe Méaille Collection, MACBA, Barcellona, 2014
- Unpainting, Galerie d'art de Nouvelle-Galles du Sud, Sydney, 2018
- Art & Language - Reality (Dark) Fragments (Light), Castello di Montsoreau-Museo di arte contemporanea, Montsoreau, 2018